# Deuxième Bureau
Deuxième Bureau de l'État-major général (angl. Second Bureau of the General Staff, česky Druhé oddělení Generálního štábu) byla francouzská vojenská zpravodajská služba fungující v letech 1871–1940. Rozpuštěna byla po kapitulaci Francie společně s tzv. Třetí republikou v roce 1940.
Předválečná francouzská vojenská rozvědka se skládala ze dvou oddělených úřadů. První oddělení se zabývalo ochranou Francie a získáváním informací o spojencích. Druhé oddělení se naproti tomu zabývalo získáváním informací o nepříteli. Vysoce uznávaným se Druhé oddělení stalo zejména díky své kryptoanalýze. Naproti tomu bylo kritizováno zejména za podíl na tzv. Dreyfusově aféře.

## Ředitelé Druhého oddělení
- plukovník Jean Sandherr (1886–1895)
- Georges Picquart (1895–1896)
- Hubert-Joseph Henry (1897–1898)
- plukovník Maurice-Henri Gauché (1937–1940)
- plukovník Louis Rivet (1940)

## Úspěchy
- V oblasti kryptoanalýzy patřilo Druhé oddělení počátkem 20. století k nejlepším v Evropě. Velký úspěch zaznamenalo např. těsně před vypuknutím první světové války, když dokázalo rozluštit dlouhý telegram obsahující německé vyhlášení války dříve než německý velvyslanec v Paříži, kterému byl určen. V červnu 1918 díky kapitánu G. Painvinovi, který rozluštil část německého šifrovacího kódu ADFGVX, zastavily francouzské jednotky 15 Ludendorffových divizí u Montdidier a Compiegne asi 60 km severně od Paříže.
- Před druhou světovou válkou agent Druhého oddělení s krycím jménem Rex získal pro spolupráci německého šifranta. Ten pracoval v berlínském Šifrovacím oddělení německého Ministerstva obrany a Francouzům prodal manuály pro obsluhu šifrovacího přístroje používaného německou armádou. Schmid, jak se německý šifrant jmenoval, nakonec poskytl německé kódy, jejichž znalost hrála klíčovou úlohu pro vítězství Spojenců.
- V září 1939, když Francie vyhlásila Německu, obsadivšímu Polsko, válku, získalo Druhé oddělení do svých služeb Josephinu Bakerovou.